# Marko Marjanović
Marko Marjanović (ur. 24 listopada 1985 r. w Zemunie) – serbski wioślarz, wicemistrz świata w czwórce ze sternikiem podczas Mistrzostw Świata w Monachium w 2007 roku, trzykrotny medalista mistrzostw Europy, uczestnik Letnich Igrzysk Olimpijskich 2016 w Rio de Janeiro.

## Osiągnięcia
- Mistrzostwa Świata Juniorów – Ateny 2003 – czwórka bez sternika – 15. miejsce[1].
- Mistrzostwa Świata U-23 – Amsterdam 2005 – dwójka bez sternika – 9. miejsce[1].
- Mistrzostwa Świata U-23 – Hazewinkel 2006 – dwójka bez sternika – 2. miejsce[1].
- Mistrzostwa Świata – Eton 2006 – dwójka ze sternikiem – 4. miejsce[1].
- Mistrzostwa Świata U-23 – Glasgow 2007 – czwórka bez sternika – 5. miejsce[1].
- Mistrzostwa Świata – Monachium 2007 – czwórka ze sternikiem – 2. miejsce[1].
- Mistrzostwa Świata – Monachium 2007 – czwórka bez sternika – 24. miejsce[1].
- Mistrzostwa Europy – Ateny 2008 – czwórka bez sternika – 9. miejsce[1].
- Mistrzostwa Świata – Linz 2008 – dwójka ze sternikiem – 8. miejsce[1].
- Mistrzostwa Świata – Poznań 2009 – dwójka podwójna – 6. miejsce[1].
- Mistrzostwa Europy – Brześć 2009 – dwójka podwójna – 3. miejsce[1].
- Mistrzostwa Europy – Montemor-o-Velho 2010 – dwójka bez sternika – 3. miejsce[1].
- Mistrzostwa Świata – Karapiro 2010 – dwójka bez sternika – 10. miejsce[1].
- Mistrzostwa świata – Bled 2011 – dwójka podwójna – 13. miejsce[1].
- Mistrzostwa Europy – Płowdiw 2011 – dwójka podwójna – 2. miejsce[1].
- Mistrzostwa Europy – Varese 2012 – dwójka podwójna – 5. miejsce[1].
- Mistrzostwa Europy – Sewilla 2013 – dwójka podwójna – 9. miejsce[1].
- Mistrzostwa Świata – Chungju 2013 – dwójka podwójna – 7. miejsce[1].
- Mistrzostwa Europy – Belgrad 2014 – dwójka podwójna – 8. miejsce[1].
- Mistrzostwa Świata – Amsterdam 2014 – dwójka podwójna – 9. miejsce[1].
- Mistrzostwa Europy – Poznań 2015 – dwójka podwójna – 6. miejsce[1].
- Mistrzostwa Świata – Aiguebelette-le-Lac 2015 – dwójka podwójna – 13. miejsce[1].
- Igrzyska Olimpijskie – Rio de Janeiro 2016 – dwójka podwójna – 10. miejsce[1].